# Carlo Dani
Carlo Dani (Torino, 13 agosto 1896 – Genova, 26 dicembre 1986) è stato un dirigente sportivo e arbitro di calcio italiano.

## Biografia
Nato a Torino ma trasferitosi a Genova in giovine età per compiere i suoi studi, fondò insieme ad Enrico Tergolina del Fiorente Football Club, società calcistica che disputerà alcuni campionati di seconda serie e parteciperà alla prima edizione della Coppa Italia.
Dopo aver partecipato alla Grande Guerra, nel 1919 si iscrisse all'Associazione Italiana Arbitri. Come arbitro arrivò a dirigere incontri internazionali oltre che di campionato, ove diresse incontri di Serie A sino alla stagione 1932-1933.
Terminata la carriera sul campo, divenne dirigente del C.I.T.A., ridivenuta al termine della guerra A.I.A., mentre dalla stagione 1948-1949 divenne il responsabile della Commissione Arbitri Nazionale.
Morì a Genova nel dicembre 1986 all'età di 92 anni.